# Gnetum nodiflorum
Gnetum nodiflorum är en kärlväxtart som beskrevs av Adolphe-Théodore Brongniart. Gnetum nodiflorum ingår i släktet Gnetum och familjen Gnetaceae. Inga underarter finns listade i Catalogue of Life.